# Ludwig II (Manga)
Ludwig II (jap. ルートヴィヒII世 Ludwig II Sei) ist eine Manga-Serie von You Higuri, die von 1996 bis 1998 in Japan erschien. Sie erzählt von einer fiktiven Affäre des Königs Ludwig II. von Bayern mit seinem Stallmeister vor dem Hintergrund der Deutschen Einigung und Intrigen am Hofe, die zur Absetzung des Königs führten. Die Serie ist daher sowohl als historisches Drama als auch als Boys Love einzuordnen und wurde in mehrere Sprachen übersetzt, darunter auch ins Deutsche.

## Inhalt
Im Jahr 1866 droht ein Krieg zwischen Preußen und Österreich. Der bayrische König Ludwig II. erkennt zwar die politische Lage, will aber eigentlich von Krieg und der Regierungsarbeit nichts wissen. Lieber beschäftigt er sich mit den Künsten, seinem liebsten Komponisten Wagner oder vergnügt sich mit einem seiner Geliebten. Doch aus der politischen Nähe zu Österreich, der Treue zu seiner Cousine Kaiserin Elisabeth und wegen der Abscheu gegen Preußen entscheidet er sich, an der Seite Österreichs in den Krieg einzutreten. Zur gleichen Zeit kommt der Söldner Fritz Hornig zurück nach Wien und trifft seinen Bruder Richard. Der wurde gerade zum Stallmeister des Königs, der an dem hübschen jungen Mann sofort Gefallen findet. Fritz will dies ausnutzen: Sein Bruder soll ihm den Schlüssel zur Schatzkammer stehlen. Richard lässt sich schließlich überreden, wird aber vom König überrascht, der in Rachsucht wegen des Verrats wie im Wahnsinn über ihn herfällt. Danach bereut Ludwig und schwört Richard, in den er sich verliebt habe, ihm nie wieder Leid anzutun, und auch Richard will seinen König nicht mehr verraten. Da Fritz nicht aufgeben will, sperrt er seinen Bruder ein und gibt sich als er aus. Doch Ludwig durchschaut – im Gegensatz zu allen anderen am Hofe – das Schauspiel und überlistet Fritz. Der König lässt ihn nur davonkommen, um Richard kein Leid zuzufügen, der ihm dafür umso dankbarer ist.
Die Beziehung zwischen dem König und seinem Stallmeister vertieft sich, während Ludwig sich seinen Planungen für Schloss Neuschwanstein und der Schwärmerei für Wagners Musik widmet. In seinem Umfeld fürchtet man, dass er, wie andere Wittelsbacher vor ihm, vom Wahnsinn befallen wird. Ihm wird Herzogin Sophie Charlotte, die schon lange für den König schwärmt, als Heiratskandidatin zugeführt und schließlich verloben sie sich. Doch Ludwig ist die Beziehung zu einer Frau zuwider und er lässt die Verlobung platzen, um sie und auch sich selbst nicht weiter zu verletzen. Nur seine Cousine Sissi, die ihn mit einem Besuch aufmuntern will, kann Ludwig als Seelenverwandte anerkennen. Doch als ein Anschlag auf sie verübt wird, geht Richard Hornig dazwischen und wird im Gesicht verletzt. Der König ist in Rage und lässt den Attentäter, auch aus Rache für seinen Geliebten, töten. Hornig trägt eine Narbe davon und manche glauben, der König werde nun sein Interesse an ihm verlieren. Aber Ludwigs Liebe zu seinem Stallmeister lässt sich davon nicht beirren. In der gleichen Zeit beginnt eine Verschwörung am Hofe mit dem Ziel, den König abzusetzen. Richard Hornig kann sie belauschen und wird misstrauisch. Holnstein, ein enger Vertrauter Ludwigs, scheint darin verwickelt zu sein. Prinz Luitpold, einer der Verschwörer, beauftragt die Ermordung Hornigs. Sie kann nur durch das Auftauchen Ludwigs verhindert werden. Hornig wurde der vom König anvertraute Schlüssel gestohlen, der dem König von Holnstein zurückgebracht wird. Die Beziehung der Geliebten wird dadurch belastet und Richard fürchtet, der König könne sich einen neuen Liebling suchen. Aber der lässt nicht zu, dass jemand schlecht über Hornig spricht und weist andere Interessenten ab. Zugleich lässt der Deutsch-Französische Krieg und die anschließende Reichsgründung die Spannungen in der Regierung und zwischen den Fraktionen im Land und dem König wachsen, woran Holnstein seinen Anteil hat. Es kommt bei einem Besuch des preußischen Thronfolgers fast zu dessen Erschießung durch den König, die nur knapp abgewendet werden kann.
Die Spannungen im Land zehren immer mehr an der geistigen Gesundheit des Königs, der sich von den Regierungsgeschäften zunehmend in seine Fantasie zurückzieht. Hornig schwört, dass er Ludwig ein treuer Anker in der Wirklichkeit bleiben will. Doch das Verhalten des Königs wird für alle am Hofe immer sonderbarer. Gelegentlich sucht er sich neue Liebhaber für kurze Zeit, wobei Hornig ihn noch unterstützt, um Ludwig nahe zu bleiben. Ein Besuch des österreichischen Kronprinzen Rudolf sorgt für Unruhe. Der Jugendliche ist ungestüm, lässt sich mit Geheimgesellschaften ein und scheint ähnlich wie sein Onkel Ludwig ein Romantiker zu sein. Auch für Hornig zeigt der Kronprinz Interesse. Beide werde in einen scheiternden Attentatsversuch auf Ludwig verwickelt. Währenddessen greifen die Gerüchte über den Geisteszustand des Königs immer mehr um sich. Und tatsächlich erscheint Ludwig immer öfter die Gestalt einen schönen jungen Mannes als Ausdruck seines Wahnsinns. Um Hornig zu schützen, entlässt er ihn und schickt ihn fort. Die Verschwörer am Hofe beschließen zu handeln, nachdem sie genug Verbündete versammelt haben. Sie lassen einen Arzt eine psychische Erkrankung feststellen, setzen Luitpold als Regenten ein und lassen Ludwig festnehmen. Zunächst von einigen Untergebenen und treuen Untertanen verteidigt – Hornig kommt zu spät, um ihm zu helfen – muss er sich schließlich beugen und wird in Schloss Berg eingesperrt. Gemeinsam mit Sissi schmieden die verbliebenen Unterstützer Ludwigs einen Plan, ihn über den See zu befreien und nach Österreich in Sicherheit zu bringen. Doch als Hornig ihn abholt, übermannt der Wahnsinn den König und in einem Wasserstrudel ertrinkt er und sein Arzt, nur Hornig überlebt und flieht.

## Entstehung und Veröffentlichung

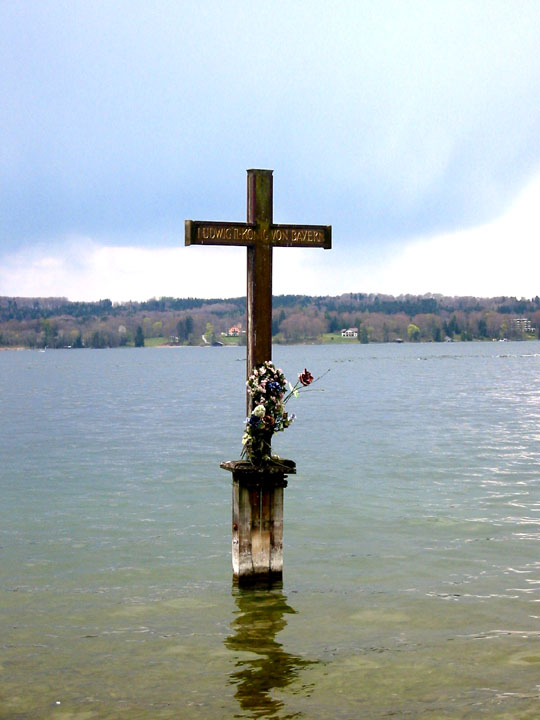
Das Denkmal an Ludwigs Todesort im Starnberger See wurde von You Higuri mehrfach besucht und wurde an mehreren Stellen der Geschichte in Szene gesetzt.

Auf die Idee zu dem Stoff kam Higuri, nachdem sie ein Foto von Neuschwanstein gesehen hatte und danach mehr zu Ludwig II. recherchierte. Dessen Geschichte vereine vieles, was Menschen in Japan an Deutschland fasziniert und mit Romantik, homosexuellen Beziehungen und der historischen Bühne auch Stoffe, die sie selbst gern bearbeitet. Zur Vorbereitung für den Manga reiste You Higuri mit ihrer Chef-Assistentin zwei Mal nach München, besuchte unter anderem Schloss Neuschwanstein sowie das Grabmal Ludwigs im Starnberger See und recherchierte zur Person und zum Personenkult um den König. Während die Serie lief, reiste sie ein drittes Mal nach Bayern für einen ausführlicheren Besuch in Neuschwanstein, des Grabmals, der Handlungsorte in München und einer Oper.
Der Manga erschien von März 1996 bis November 1998 in Japan bei Kadokawa Shoten in drei Sammelbänden. Eine deutsche Fassung, übersetzt von Burkhard Höfler, erschien erstmals von November 2004 bis März 2005 in den drei Bänden der japanischen Ausgabe bei Planet Manga. Im August 2022 erschien bei dem Verlag eine Neuauflage in einem Band unter dem Titel Ludwig II Deluxe. Eine englische Ausgabe erschien 2009 bei Digital Manga Publishing unter dem Label Juné. Ebenfalls bei Planet Manga kam die Serie in Frankreich heraus.

## Rezeption
Die Serie nennt Dru Pagliasotti als Beispiel eines Boys-Love-Mangas, in dem das Leben einer historischen Figur fiktionalisiert wird, um eine romantische Geschichte zu erzählen. Anders als in westlicher historischer Fiktion ist dies in dem Genre selten. Zugleich steht die Serie in der Genre-Tradition, sich von europäischer Geschichte und Literatur inspirieren zu lassen, wie es besonders im Shōnen Ai der 1970er Jahre verbreitet war, in den 1990er Jahren aber selten wurde.
Zur amerikanischen Ausgabe schrieb Casey Brienza bei Graphic Novel Reporter, dass die Geschichte in erstaunlich schnellem Tempo voranschreite. Dabei werden die historischen Ereignisse nur gestreift – zum Glück für die davon wohl eher wenig verstehende Leserschaft – und der Fokus liege auf den die historischen Ereignisse bevölkernden Persönlichkeiten, insbesondere Ludwigs Gefühlswelten und dekadenter Homoerotik. Die Zeichnungen seien exquisit und gehörten zu den Besten in You Higuris Werken. Insbesondere die Darstellung des europäischen Settings lasse sich mit Ryoko Ikedas Die Rosen von Versailles vergleichen. Auch wenn Higuri sich in der Geschichte bewusst Freiheiten nehme, zeige sich ihrer Darstellung des Bayerns zu Ludwigs Zeit, dass für diese Serie viel recherchiert wurde. Higuri setze den bereits vorab bekannten Tod Ludwigs, der als Prolog gleich an den Anfang der Geschichte gesetzt wurde, und dessen bekannte Vorlieben gekonnt in der Erzählung ein, so Melinda Beasi. Sie zeichne langsam sein Abgleiten in den Wahnsinn nach, immer wieder verknüpft mit Bildern aus Wagners Opern, und schaffe so eine attraktive Tragödie in detaillierten, üppigen Bildern. Es gelinge ihr, den Leser in die Geschichte hineinzuziehen und dabei Interesse für die dahinter liegenden historischen Ereignisse zu wecken. Die Beschönigung der sehr ungleichen Beziehung und sexuellen Dynamiken könnten stören, seien aber vermutlich nicht weit von der Realität der damaligen Zeit entfernt.
Unverblümt stelle You Higuri Ludwigs homosexuelle Neigungen in den Vordergrund und zeige auch „heiße“ Bettszenen, so die deutsche Zeitschrift AnimaniA. Der Stil, in dem sie die Geschichte umsetzt, lasse „mit wenigen Strichen, viel Rasterfolie und Unmengen einfarbiger Flächen“ „ihre spätere Meisterschaft des Genres leider nur erahnen“. Der Ausdruck in den Augen der Figuren sei „zwar eindringlich, aber wenig faszinierend“. Gelungen sei dagegen „die detaillierte Ausarbeitung der prunkvollen Ballkleider und Uniformen sowie der eindrucksvollen Schlösser“.